# 孟菲斯 (內布拉斯加州)
孟菲斯（英語：Memphis）是位於美國內布拉斯加州桑德斯縣的村。

## 人口
根據2020年美國人口普查的數據，孟菲斯的面積為0.23平方千米，皆為陸地。當地共有人口109人，而人口密度為每平方千米474人。